# Sars-et-Rosières
Sars-et-Rosières – miejscowość i gmina we Francji, w regionie Hauts-de-France, w departamencie Nord.
Według danych na rok 1990 gminę zamieszkiwało 397 osób, a gęstość zaludnienia wynosiła 153 osób/km² (wśród 1549 gmin regionu Nord-Pas-de-Calais Sars-et-Rosières plasuje się na 854. miejscu pod względem liczby ludności, natomiast pod względem powierzchni na miejscu 870.).